# Den russisk-svenske krig (1495-1497)
 For alternative betydninger, se Den russisk-svenske krig. (Se også artikler, som begynder med Den russisk-svenske krig)
Den russisk-svenske krig 1495-1497 var et resultat af en alliance mellem storfyrst Ivan 3. af Moskva og Hans af Danmark om at føre krig mod Sture-familien i Sverige i et dansk håb om at genvinde den svenske trone. Det menes, at Hans lovede at indrømme visse strækninger af finsk land til den moskovitiske storfyrste, selv om han ikke opfyldte aftalen efter, at han var blevet kronet til konge af Sverige ved afslutningen af krigen.
I henhold til aftalen sendte Ivan 3. fyrsterne Daniil Shchenya og Vasily Shuisky at belejre den svenske fæstning Vyborg. Belejringen varede i tre måneder og endte, da slotsherren satte sit forråd af krudt i brand og således "skræmte muskovitterne fra vid og sans", som de svenske optegnelser beskrev det. Året efter hærgede de russiske generaler Vasily Kosoy og Andrey Chelyadnin alvorligt svensk Finland så langt som til Hämeenlinna (Tavastehus). En anden styrke sejlede langs kysten og tvang finnerne til underkastelse.
Sten Sture den Ældre, som dengang var i Turku (Åbo), blev rasende over nyheden om moskovitiske ekspedition og sendt Svante Nilsson med 2.000 mænd til at indtage Ivangorod - en ny fæstning, som Ivan 3. havde bygget for at beskytte russisk Ingermanland mod Den Liviske Orden. Fæstningen blev taget uden problemer, men - efter som det var åbenlyst umuligt at forsvare den i en længere periode - foreslog Svante Nilsson at overdrage den til ordensridderne, et tilbud, som de afslog. Derpå satte svenskerne fæstningen i brand og sejlede hjem.
Efter, at den svenske trone blev indtaget af Hans af Danmark, blev fjendtlighederne suspenderet indtil 1508, da Sverige og Moskva ratificerede en fredsaftale for 60 år. Selv om krigen ingen håndgribelige resultater gav til nogen af de krigsførende, bekræftede begge lande fredsaftalen i 1513 og 1524.

## Eksplosionen
Mindet om den enorme eksplosion i Vyborg Slot den 30. november 1495 overlevede i finsk og russisk, folklore. Sandsynligvis nogle af de senere historier en senere tids opfindelser. Et samtidigt populært digt fortæller historien om denne eksplosion.
Forsvaret af Vyborg blev ledet af slotsherren Knut Posse. De moskovitiske angribere var lige ved at erobre byen. Ifølge overleveringen havde Knut Posse forårsaget eksplosionen med en slags eksploderende blanding. Andre historier hævder, at fænomenet var en figur vist mod himlen og afbildede for eksempel det X-formede Sankt Andreas kors.
Der er forskellige meninger om de reelle begivenheder. Der var kun et par tusinde soldater på den svenske side, og forsvarere forsøgte at rekruttere bønder for at øge forsvarernes antal. De første moskovitiske angreb blev vellykket afværgede, men i slutningen af november angreb muskovitterne med alle deres styrker. Kampen syntes tabt. Det var lykkedes angriberne at nå toppen af Vyborg bymur, og flere tårne var i deres besiddelse. Efter dette, skete der noget, som forårsagede moskovitterne til at trække sig tilbage.
En historie fortæller, at Knut havde en krudtforråd eller tjæretønder under ét tårn, som han detonerede. De moskovitter, der var i live efter eksplosionen, kunne ikke have vidst hvad, der skete, og flygtede i stor frygt. En anden historie fortæller, at moskovitterne flygtede, fordi de blev bange for en lysfænomen på himlen. Den 30. november er festen for Sankt Andreas og de mente, at helgenen havde beskyttet byen, hvilket fik dem til at stoppe angrebet.